# Meerstrandläufer

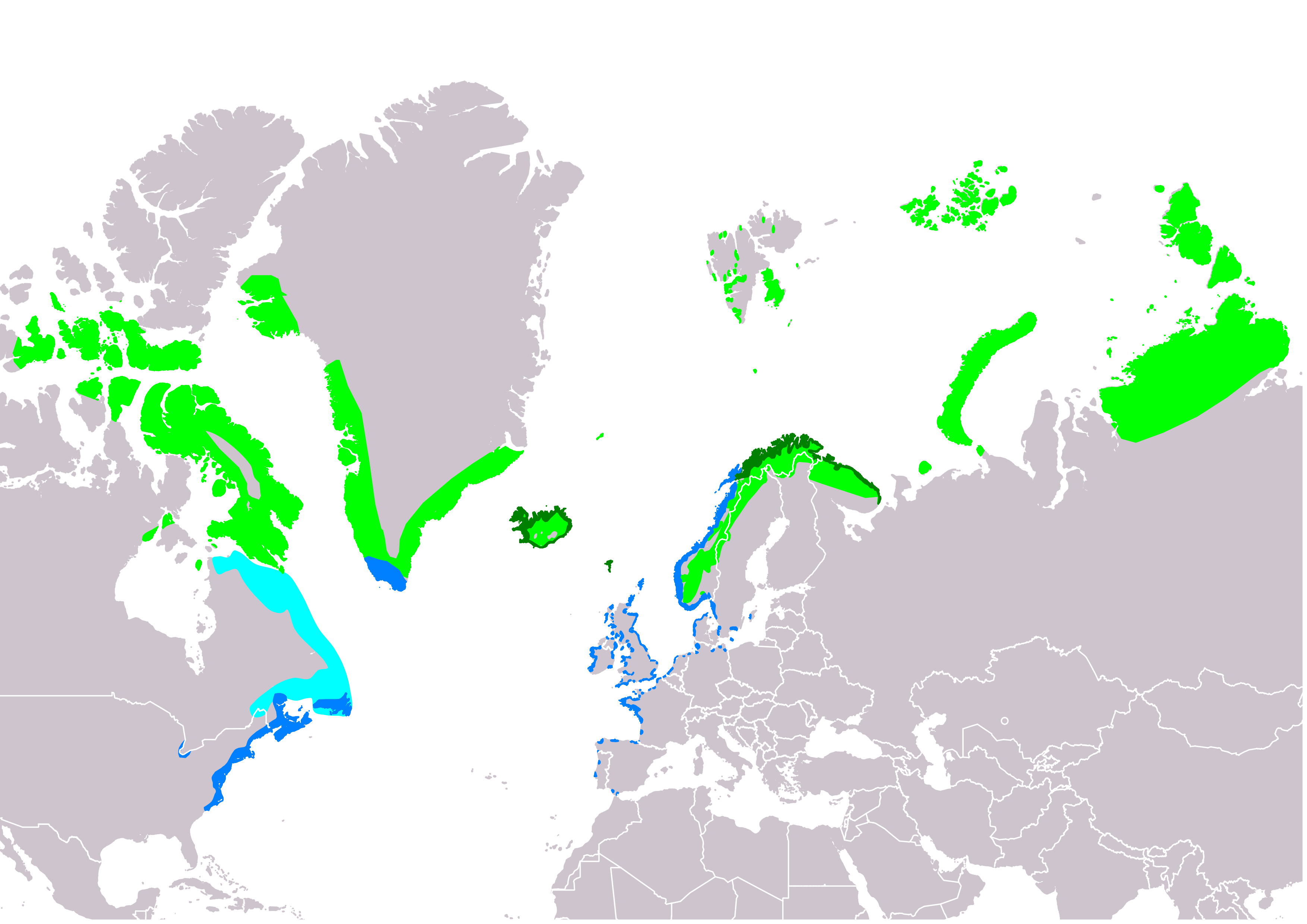
Verbreitungsgebiete des Meerstrandläufers:
Brutgebiete
Ganzjähriges Vorkommen
Migration
Überwinterungsgebiete

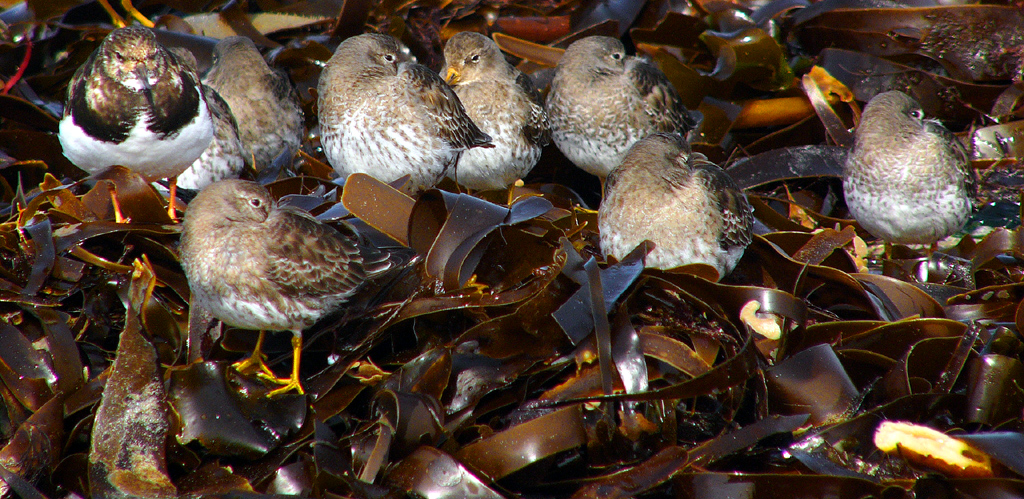
1 Steinwälzer und 7 Meerstrandläufer

Der Meerstrandläufer (Calidris maritima) ist eine monotypische Vogelart aus der Familie der Schnepfenvögel (Scolopacidae). Er ist ein Brutvogel des äußersten Nordens Eurasiens und Nordamerikas. In Mitteleuropa ist er zu den Zugzeiten ein regelmäßiger Durchzügler und Wintergast. Der Winterbestand beträgt an den Küsten der Nord- und Ostsee einige hundert Individuen.

## Beschreibung
Der Meerstrandläufer ist etwas größer als der Alpenstrandläufer. Er erreicht eine Körperlänge von 20 bis 22 Zentimeter. Die Flügelspannweite beträgt zwischen 38 und 44 Zentimeter. Die Männchen wiegen zwischen 52 und 94 Gramm. Die Weibchen wiegen zwischen 60 und 105 Gramm. Charakteristisch für diese arktischen Strandläufer sind die gelben Beine und die gelbe Schnabelbasis. Im Schlichtkleid ist die Oberseite einfarbig graubraun, die Unterseite ist hell.

## Verbreitung
Meerstrandläufer sind in Mitteleuropa nur Durchzügler, ihre Brutgebiete liegen im arktischen Amerika, Grönland, Jan Mayen, Island und Spitzbergen sowie im nördlichen Skandinavien und Asien. Der Meerstrandläufer ist ein Kurzstreckenzieher und Teilzieher. Das Ausmaß des Zuges der Brutvögel der Südarktis ist bislang noch nicht hinreichend klar. Die Brutvögel West-Kanadas überwintern an der Ostküste der USA, im Südosten Grönlands und in Island und erreichen während ihres Zuges eventuell auch Großbritannien. Die Brutvögel Grönlands wandern nach Island und dem Nordwesten Europas, während die Brutvögel Islands offenbar Standvögel sind. Die Brutvögel Sibiriens und Spitzbergens ziehen nach Norwegen und Großbritannien. In Großbritannien überwintern auch die Brutvögel Norwegens.
Im hohen Norden verlassen die Brutvögel ab Mitte August bis Mitte September ihre Brutgebiete. Ab Mitte August treffen auch die ersten Durchzügler an der Nordsee ein. Der Zuzug von überwinternden Vögeln kann noch bis Mittwinter anhalten. Die Brutvögel kehren Mitte April bis Ende Mai in ihre Brutgebiete zurück. 
Während des Zugs halten sich Meerstrandläufer  bevorzugt an felsigen Küsten auf.

## Fortpflanzung

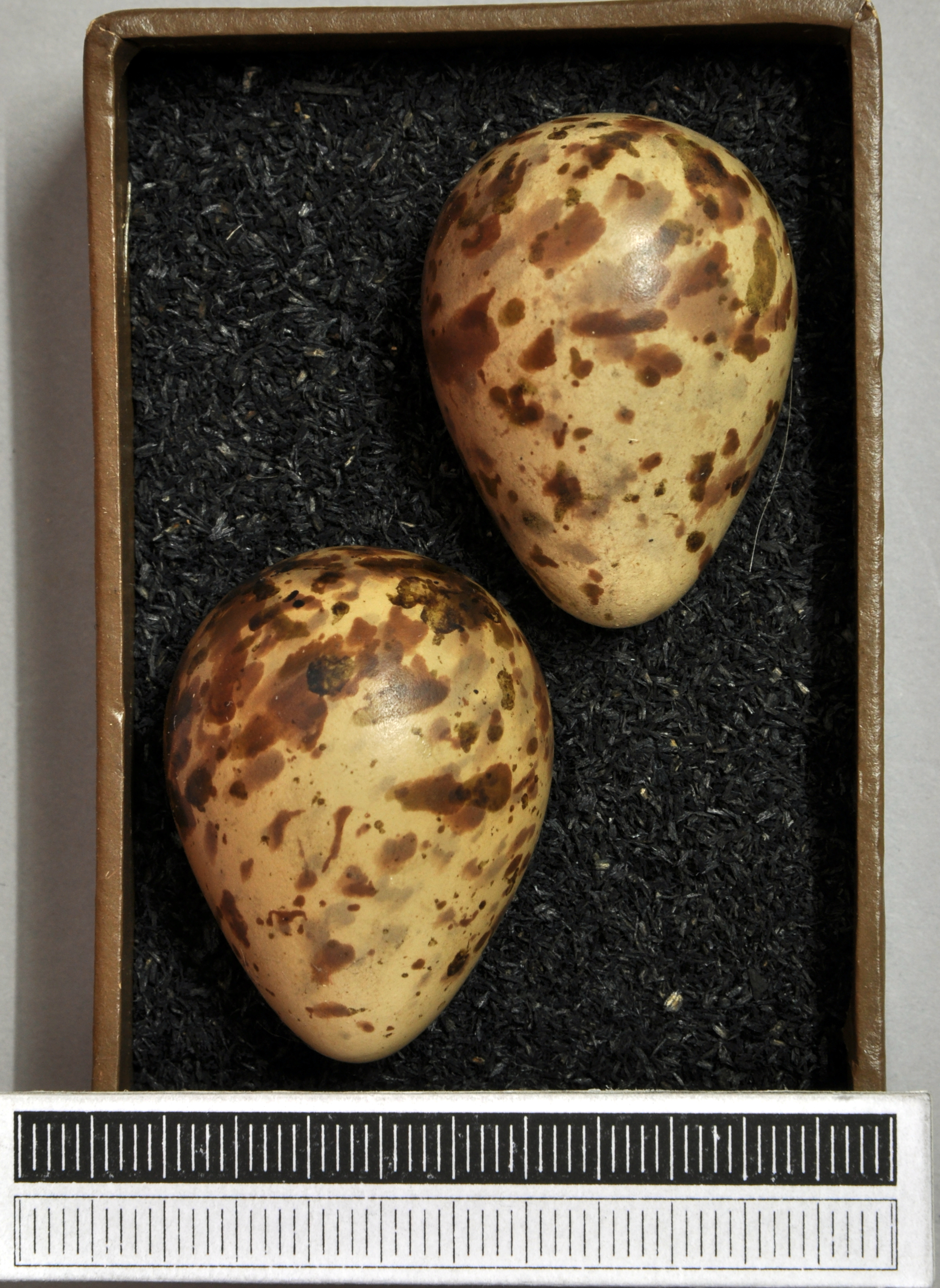
Gelege, Sammlung Museum Wiesbaden

Meerstrandläufer erreichen ihre Geschlechtsreife vermutlich schon im 1. Lebensjahr. Sie führen eine monogame Brutehe. Der Nestplatz findet sich gewöhnlich auf trockenem Boden. Die Nestmulde ist verhältnismäßig tief und mit viel Pflanzenmaterial ausgelegt. Es baut allein das Männchen. Der Legebeginn ist im Süden des Verbreitungsgebietes ab der 1. Maidekade. Weiter im Norden findet man Vollgelege etwa ab dem 10. Juni. Die Eier sind kreiselförmig mit einer variablen Färbung. Die Grundfarbe variiert von blass- bis hell olivgrün oder blaugrün. Die Schale weist hell- bis dunkelbraune Flecken auf. Die Brutdauer beträgt 21 bis 23 Tage. Beide Elternvögel brüten. Die Jungvögel werden vom Männchen betreut und sind nach 21 bis 28 Tagen selbständig.

## Bestand
Zu Beginn des 21. Jahrhunderts betrug der europäische Brutbestand 28.000 bis 75.000 Brutpaare. Die größte Populationen leben auf Island (10.000 bis 30.000 Brutpaare), auf Grönland (10.000 bis 20.000 Brutpaare) und Norwegen sowie Spitzbergen (zusammen 7.000 bis 20.000 Brutpaare) sowie Schweden (1.000 bis 3.000 Brutpaare). Im Norden bis Südwesten Europas überwintern 50.000 bis 100.000 Individuen.

## Belege

### Einzelbelege
1. ↑   Bauer et al., S. 539 und S. 540
2. ↑   Sale, S. 189
3. ↑   Bauer et al., S. 540
4. ↑   Bauer et al., S. 540
5. ↑   Bauer et al., S. 541
6. ↑   Bauer et al., S. 540